# Ріхард Вільгельм
Ріхард Вільгельм (нім. Richard Wilhelm; 10 травня 1873 — 2 травня 1930) — німецький сходознавець, синолог, перекладач, місіонер. Автор першого німецького перекладу «Книги перемін» (1923).

## Короткі відомості
Народився в Штутгарті, в сім'ї скляра. В 9-річному віці втратив батька, виховувався матір'ю та бабусею. 1895 року закінчив теологічний факультет Тюбінгенського університету, після чого поступив до Вімсхаймської євангелістської семінарії. З 1897 року продовжив навчання на пастора в Боллі. Перебував під наставництвом був богослов і соціал-демократа Крістофа Блюмгардта, з донькою якого обвінчався 1900 року в Шанхаї.
1900 року прибув до німецької колонії Ціндао в китайській провінції Шаньдун як член Німецької східноазійської місії євангелістів та лютеран. Виконуючи роль вчителя і пастора, інтенсивно вивчав китайську мову. Був головою німецько-китайської школи, мав контакти з китайською знаттю та купецтвом. За заслуги у вивченні китайської класичної літератури імператор Гуансюй дарував йому придворину посаду і 4-й чиновницький ранг.
Під час російсько-японської війни займався дипломатичною роботою. 1907 року отримав відпустку і повернувся в Німеччину до родини. 1908 року очолив Німецьку східноазійську місію в Китаї, але через хворобу знову повернувся на батьківщину 1911 року. Під час Першої світової війни підпільно займався місіонерською діяльністю в окупованому японцями Ціндао. 1920 року виїхав назад до Німеччини через неуспішність провідницької роботи.
1922 року працював консультантом німецького посольства в Пекіні й, паралельно, викладав на посту професора в Пекінському університеті. В цей час займався перекладом «Книги перемін», що став класикою західної синології. З 1924 року працював почесним професором кафедри історії Китаю Франкфуртського університету, де викладав історію, культуру, філософію та економіку Китаю. Він мав дружні стосунки з Альбертом Швейцером, Германом Гессе, Мартином Бубером, Карлом Юнгом, Рабиндранатом Тагором та іншими. Вперше переклав німецькою «Дао де цзін», «Чжуан-цзі», «Лунь Юй», «Люши Чуньцзю», «Лі цзі» та інші твори.
Помер від тропічної хвороби в Тюбінгені.

## Праці
- Richard Wilhelm. Laotse : Tao te King. Das Buch des Alten vom Sinn und Leben. - Jena : Diederichs, 1911.
- Dschuang Dsi : das wahre Buch vom südlichen Blütenland : Nan Hua Dschen Ging / Richard Wilhelm. Dschuang Dsi. — Jena : Diederichs, 1912.
- Richard Wilhelm. Gespräche (Lun yü). — Jena: Diederichs, 1921.
- Richard Wilhelm. I Ging: das Buch der Wandlungen. — Düsseldorf: Diederichs, 1924.
- Richard Wilhelm. Das wahre buch vom sudlichen Blutenland. Nan Hua Dschenging. — Jena: Eugen Diederich, 1923.
- Richard Wilhelm. Die Seele Chinas. — Berlin: R. Hobbing, 1926.
- Richard Wilhelm. Geschichte der chinesischen Kultur. — Munchen: F. Bruckmann a.g., 1928.
- Richard Wilhelm. K'ungtse und der Konfuzianismus. — Berlin: W. de Gruyter & co., 1928.
- Richard Wilhelm. Chinesische Wirtschaftspsychologie. — Leipzig: Deutsche Wissenschaftliche Buchhandlung, 1930.
- Richard Wilhelm. Die chinesische Literatur. — Wildpark-Potsdam: Akademische Verlagsgesellschaft Athenaion, 1930.